# 정철영어TV
정철영어TV(영어: Jungchul English TV)는 정철어학원이 만든 영어 교육 전문 TV 채널이다. 2009년에 개국했으며, 2017년 10월 정철영어TV는 플레이런TV (영어 : Play&Learn TV)로 이름을 바꾸었다.